# Prasophyllinae
Prasophyllinae, podtribus orhideja, dio tribusa Diurideae. Postoji nekoliko rodova, a tipični je Prasophyllum koji je sa svojih oko 150 vrsta raširen po Australiji i Novom Zelandu
Opisan je u Botanische Jahrbücher für Systematik, Pflanzengeschichte und Pflanzengeographie 45: 381. 1911.

## Rodovi
1. Prasophyllum R.Br. (151 spp.)
2. Genoplesium R.Br. (61 spp.)
3. Microtis R.Br. (23 spp.)